# Sargas
Sargas (theta Scorpii) is een ster in het sterrenbeeld Schorpioen (Scorpius). Sargas staat ook bekend als Girtab. Deze naam komt uit het Sumerisch en betekent zeer toepasselijk schorpioen. Theta Scorpii (θ Scorpii) vormt samen met de sterren Eta (η) en Zeta (ζ) Scorpii het zuidelijkste gedeelte van de gekromde staart van de Schorpioen. Dit gedeelte is onzichtbaar vanuit de Benelux.